# 第20回国民体育大会
第20回国民体育大会（だい20かいこくみんたいいくたいかい）は、1965年（昭和40年）に岐阜県を中心として行われた。岐阜県で初めて行われた国体。
夏季大会が9月19日～23日（会場：3市町村）に、秋季大会が10月25日～29日（会場：16市町村）に行われた。選手、役員など参加者数は夏季大会約4,000人、秋季大会約16,500人。秋季大会の開会式では7色の風船1万個と200発の花火が放たれた。なお岐阜県は内陸県であるため、ヨット競技は愛知県蒲郡市で行なわれた。
前年に東京オリンピックが行われ、オリンピック選手が多く出場することもあり注目を集めた。

## 概要
- テーマ 
  - 明日の力を育てる国体
- スローガン
  - 明るく　つよく　美しく

| 季    | 期間                      | 開催地                                            | 競技数 | 参加者数 |
| ----- | ------------------------- | ------------------------------------------------- | ------ | -------- |
| 冬    | 1965年1月26日 - 1月29日   | 長野県茅野市                                      | 1      | 1,325    |
| 冬    | 1965年2月14日 - 2月17日   | 兵庫県日高町                                      | 1      | 1,765    |
| 夏    | 1965年9月19日 - 9月23日   | 岐阜県岐阜市・大垣市・恵那市・上宝村 愛知県蒲郡市 | 4      | 4,029    |
| 秋    | 1965年10月24日 - 10月29日 | 岐阜県                                            | 28     | 16,564   |
| 合 計 | 合 計                     | 合 計                                             | 34     | 23,683   |

## 冬季大会

### スケート競技会
第20回国民体育大会冬季大会スケート競技会は、1月26日～1月29日に長野県茅野市で行われた。

#### 実施競技・会場一覧
| 競技名   | 競技名         | 会場地 | 会場                                      |
| -------- | -------------- | ------ | ----------------------------------------- |
| スケート | スピード       | 茅野市 | 蓼科城の平スケートリンク 蓼科湖スケート場 |
| スケート | フィギュア     | 茅野市 | 蓼科城の平スケートリンク 蓼科湖スケート場 |
| スケート | アイスホッケー | 茅野市 | 蓼科城の平スケートリンク 蓼科湖スケート場 |

### スキー競技会
第20回国民体育大会冬季大会スキー競技会は、2月14日～2月17日に兵庫県日高町 (現豊岡市)で行われた。

## 夏季大会

### 実施競技・会場一覧
| 種目   | 会場地       | 会場                           |
| ------ | ------------ | ------------------------------ |
| 水泳   | 岐阜市       | 岐阜県営総合運動場岐阜水泳場   |
| 水球   | 大垣市       | 岐阜県立大垣商業高等学校プール |
| 漕艇   | 恵那市       | 恵那峡漕艇コース               |
| ヨット | 愛知県蒲郡市 | 県営蒲郡ヨットハーバー         |
| 山岳   | 上宝村       | 笠・双六・槍・穂連峰           |

## 秋季大会

### 実施競技・会場一覧
| 種目                                     | 会場地          | 会場 |
| ---------------------------------------- | --------------- | --- |
| 陸上競技                                 | 岐阜市          | 岐阜県営総合運動場岐阜陸上競技場 |
| 体操                                     | 大垣市          | 大垣市スポーツセンター |
| 軟式野球                                 | 多治見市 土岐市 | 多治見市営球場 岐阜県立多治見工業高等学校グラウンド 土岐市大徳原野球場                                                                                |
| 軟式野球（準硬式野球）                   | 大垣市          | 大垣市北公園野球場 |
| 高校野球（硬式）                         | 岐阜市          | 岐阜県営総合運動場岐阜野球場 |
| 高校野球（軟式）                         | 瑞浪市          | 岐阜県立瑞浪高等学校グラウンド |
| ソフトボール                             | 羽島市          | 羽島市総合運動場 |
| サッカー                                 | 岐阜市 大垣市   | 岐阜県営総合運動場岐阜蹴球場 岐阜県営総合運動場岐阜第2球場 岐阜県立長良高等学校グラウンド 岐阜大学学芸学部グラウンド 岐阜県立大垣北高等学校グラウンド |
| ラグビーフットボール                     | 各務原市        | 各務原市立那加中学校グラウンド 航空自衛隊グラウンド 岐阜大学農学部グラウンド                                                                          |
| ホッケー                                 | 岐阜市          | 岐阜県立岐阜西工業高等学校グラウンド |
| テニス                                   | 岐阜市          | 岐阜県営総合運動場岐阜庭球場 |
| ソフトテニス                             | 大垣市          | 大垣市西公園コート |
| バスケットボール                         | 岐阜市 笠松町   | 岐阜県民体育館 岐阜県立長良高等学校体育館 岐阜県立岐阜北高等学校体育館 岐阜大学学芸学部体育館 岐阜県立岐阜工業高等学校体育館                          |
| バレーボール                             | 高山市 穂積町   | 高山市営中山バレーボールコート 穂積町営バレーボールコート                                                                                             |
| ハンドボール                             | 高山市          | 高山市営中山競技場 |
| 卓球                                     | 中津川市        | 中津川市民スポーツセンター |
| バドミントン                             | 岐阜市          | 富田学園体育館 |
| 柔道                                     | 岐阜市          | 岐阜市民センター |
| 剣道                                     | 関市            | 関市民会館 |
| フェンシング                             | 揖斐川町        | 岐阜県立揖斐高等学校体育館 |
| 弓道                                     | 垂井町          | 垂井町弓道場 |
| 馬術                                     | 笠松町          | 笠松競馬場 |
| ボクシング                               | 多治見市        | 多治見市民体育館 |
| 相撲                                     | 八幡町          | 城山相撲場 |
| レスリング                               | 美濃加茂市      | 岐阜県立加茂高等学校体育館 太田中学校体育館 |
| ウエイトリフティング                     | 土岐市          | 土岐市民センター |
| 自転車                                   | 大垣市          | 大垣市営競輪場 |
| ライフル射撃                             | 美濃市          | 美濃市仮設射撃場 |
| ライフル射撃（センターファイアピストル） | 岐阜市          | 岐阜県警察学校射撃場 |
| クレー射撃                               | 美濃市          | 美濃市クレー総合射撃場 |

## 炬火採火式
- 炬火採火式は全国的に有名な東京大学東京天文台コロナ観測所のある乗鞍山頂（3,026m）で10月21日、県立斐太高校生の高松典子の手によって集光鏡により太陽光線から採火され行われた。山頂は前日からの小雪も降り止み、白銀まばゆい雪上で紺碧の空より降り注ぐ太陽光線から採火された炬火は平湯峠まで運ばれ、当時の岐阜県知事である松野幸泰知事によって点火式が行われ、14市町村を経て開会式場である岐阜県総合運動場陸上競技場まで全行程198.3km、128区間を4日間にわたり1,536人により開会式会場までリレーされた。最終炬火ランナーは当時岐阜高校3年生の古田肇（第51代 岐阜県知事）である。

## 記念切手
1965年（昭和40年）10月24日に、「鞍馬」と「競歩」のデザインで5円切手2種類が発行された。縦9cm×横16cmのスタンプ押印ページの付いた小冊子風の切手で各2,500万枚、計5,000万枚発行された。

## 大会運営
岐阜県では、県民170万人（昭和40年当時）で大会を盛り上げる為に「伸びゆく県民運動」として7つの県民運動が推進され行われていた。
選手など全員の宿泊所の確保が出来ない地域では、一般家庭に泊まる民宿が行われた。宿泊費
は1泊3食付800円（選手・監督以外の参加者は1,200円）で、米代は別途104円必要だった。

## その他
- 岐阜国体閉幕後の11月6日～7日に第1回全国身体障害者スポーツ大会が開催された。
- 岐阜県の県立高校では国体に伴い、事務の簡素化のためそれまでの3学期制を前期・後期制に改めた。この制度は今日まで続いており、結果的に岐阜県では全国的にみてかなり早期に事実上の2学期制がスタートすることとなった。

## 総合成績

### 天皇杯
- 第1位：岐阜県
- 第2位：東京都
- 第3位：大阪府

### 皇后杯
- 第1位：岐阜県
- 第2位：東京都
- 第3位：大阪府